# Wels Hauptbahnhof
Der Welser Hauptbahnhof ist ein Verkehrsknotenpunkt in Oberösterreich. Er ist Ausgangspunkt der Bahnstrecke Wels–Passau nach Passau Hauptbahnhof und der Almtalbahn nach Grünau im Almtal, die hier von der Westbahn abzweigen.
Im Rahmen der „Bahnhofsoffensive“ wurde der Hauptbahnhof Wels vollständig umgebaut und Ende 2005 seiner Bestimmung übergeben.

## Geschichte

### Pferdeeisenbahn
Am 1. April 1835 wurde die Pferdeeisenbahn von Budweis (in Böhmen) nach Gmunden eröffnet, die durch Wels verkehrte. Sie transportierte außer Personen noch Salz aus dem Salzkammergut, das in Linz verschifft wurde oder weiter nach Böhmen rollte. Die schmalspurige Pferdeeisenbahn verlief in Wels auf Straßenschienen direkt durch das Stadtzentrum (Kaiser Josef Platz (Bahnhof), Dragonerstraße). Ab 1855 wurden auf dieser Strecke die Pferde durch Dampflokomotiven ersetzt und verkehrten dann zwischen Gmunden und Linz. Der nördliche Ast der Pferdeeisenbahn (Linz–Budweis) war wegen der steileren und kurvenreichen Trassierung im Mühlviertel nicht geeignet für Lokomotivzug.

### Westbahn und weitere Strecken in Normalspur
1859/1860 wurde die normalspurige Westbahn von Wien nach Salzburg eröffnet und damit die alte Strecke obsolet. Die Bahn verlief nun sehr geradlinig, nördlich/nordwestlich von Wels und der parallelen Durchzugsstraße. Das Bahnhofsgebäude wurde stadtseitig der Gleise, auf Höhe Dr.-Schauer-Straße, am jetzigen Standort angelegt und bestand aus einem langgestreckten Mitteltrakt mit Eckpavillons an beiden Enden – im Stil der Romantik. Damals gab es nur vier Verkehrsgleise. Als die Passauer Bahn geplant wurde, hat man sich für den Abzweigepunkt dieses Astes von der Westbahn nicht für Linz, sondern für Wels entschieden. Diese Entscheidung machte den Welser Bahnhof zu einem wichtigen Bahnnetzknoten. Bereits 1861 wurde die Passauer Bahn – vorerst eingleisig – fertiggestellt.
1886 wurde von der Welser Lokalbahngesellschaft die Bahn nach Aschach errichtet, deren Gleis bis Haiding neben dem der Passauer Bahn lag. 1893 wurde dann von derselben Gesellschaft eine weitere Nebenbahn errichtet, diesmal nach Süden, die spätere Almtalbahn. Sie wurde über Sattledt und Kremsmünster nach Rohr geführt, wo die Strecke auf die damals konkurrierende Pyhrnbahn traf. 1901 wurde von Sattledt aus eine Zweigstrecke nach Grünau im Almtal errichtet, die eigentliche Almtalbahn. Die ursprüngliche Strecke nach Rohr, auf der Züge ab Wels sogar bis nach Bad Hall durchgebunden wurden, wurde 1965 wegen Unrentabilität eingestellt.
Mit Zunahme des Bahnverkehrs musste der Bahnhof vergrößert werden. Nach dem Ersten Weltkrieg gab es schon Pläne für Verbesserungen. Die Deutsche Reichsbahn führte den zweigleisigen Ausbau der Passauer Bahn durch, der Herbst 1938 fertiggestellt war. Die Züge der Aschacher Bahn liefen weiterhin ab/bis Wels und nutzten nun das jeweilige Streckengleis der Hauptstrecke mit. 1 km nordöstlich des Hauptbahnhofes wurde in der Pernau der Verschubbahnhof eröffnet, auch die Zugförderung wurde vom Nordwesten des Hauptbahnhofes dorthin verlegt.
1937 wurde der Bahnhof umgebaut. Im Zweiten Weltkrieg (1939–1945) erlitt der Bahnhof schwere Luftangriffe. Nach dem Wiederaufbau 1945 erhielt das Gebäude ein neues Aussehen. 1951 erfolgte von Westen her die Elektrifizierung des Bahnhofes samt allen Nebengleisen. Die Inselbahnsteige mit Fußgängerunterführung bis zur Gärtnerstraße kamen erst 1959 dazu. 150 m westlich dieser bahnhofsinternen Unterführung gab es eine eiserne Straßenbrücke, die Wels mit dem Stadtteil Neustadt verband, die ebenfalls 1959 durch eine Straßenunterführung in der Achse von Roseggerstraße–Eferdinger Straße ersetzt wurde. Unterfahren werden etwa 6 Gleise und 2 anliegende Straßen. Beidseits der leicht gekurvten Fahrbahn der „Neustädter Unterführung“ in geringerer Tiefe und getrennt durch Betonstützen werden je ein richtungsgebundener Radweg plus niveaugetrennter Fußweg geführt. Die Gesteige weisen auch kurzwegige, gleisnahe Anschlüsse über Treppen auf.
Um 1974 wurde an der Gärtnerstraße Oberösterreichs erste Ladebrücke für ISO-Container und Sattelauflieger für Kombinierten Verkehr Schiene/Straße eingerichtet und damit der Neustädter Ausgang der Bahnhofs-Fußgängerunterführung zu den Bahnsteigen versperrt.
1992 wurde ein neues zentrales Stellwerk Wels gebaut. Nahe dem Verschubbahnhof wurde der Bahnverlad für die „Rollende Landstraße“ eröffnet, in denen LKW per Zug zwischen Wels und Mainz transportiert wurden. Jetzt verkehren dort Züge von Wels in viele europäische Ziele.
2003–2005 wurde der Hauptbahnhof im Rahmen der eingangs erwähnten Bahnhofsoffensive neu gebaut. Seitdem ermöglicht eine von beiden Stadtseiten zugängliche und mit Liften ausgestattete Fußgängerbrücke das Erreichen  aller Bahnsteige. Die Fußgängerunterführung entfiel. Der Verein VCÖ zeichnete 2019 den Welser Hauptbahnhof als drittbesten Bahnhof außerhalb einer Landeshauptstadt aus.

## Bahnhof
Der Bahnhof ist in drei Ebenen gegliedert:
- In der ersten Ebene (EG) befinden sich die Post, ein Blumenladen und ein Café, eine Trafik, ein Zeitschriften- und Bücher-Shop sowie zwei Fahrkartenautomaten.
- In der zweiten Ebene (1. OG) sind ein Handyshop, ein Internetshop, ein Friseur, eine Bäckerei, ein Restaurant, ein Fahrscheinautomat und das ÖBB-Reisezentrum untergebracht.
- In der dritten Ebene (2. OG) gibt es das öffentliche WC und den Zugang zum Verbindungssteg. Dort befindet sich im Übergang zur Neustadt ein weiterer Fahrkartenautomat.[4]

### Bahnsteige
Es gibt sieben Durchgangsgleise (Gleise 1–6 und 8) und vier Stumpfgleise (Gleise 7a/b, 11 und 12).
Die Bahnsteige sind durch einen Steg verbunden, der das 2. Obergeschoß des Bahnhofs mit dem Stadtteil Neustadt verbindet.
Es gibt zu jedem Bahnsteig drei Zugänge (Aufzug und zwei Treppen bzw. Rolltreppen) außer bei den Bahnsteigen 1 und 11, 12.

### Betrieb

#### Fernverkehr
Im Hauptbahnhof von Wels verkehren Nah- und Fernverkehrszüge der österreichischen Bundesbahn. Im Fernverkehr können Fahrgäste in Züge der Marken Railjet, Railjet-Express, Eurocity, Intercity sowie mit Nachtzügen der ÖBB Nightjet und deren Partner, die unter der Marke Euronight verkehren, einsteigen. Auch die Deutsche Bahn fährt im Fernverkehr mit ihren bogenschnellen Hochgeschwindigkeitszügen mit Neigetechnik (ICE-T) mittlerweile auf zwei Varianten bis nach Wien sowie nach Klagenfurt und Innsbruck, um zweimal am Tag in Wels zu halten.
Aufgrund des Einsatzes der von der Westbahn übernommenen Stadler KISS-Wagengarnituren auf der neuen  deutschen Intercity-Linie zwischen Dresden und Rostock kommt es durch die DB zu einer nächtlichen Überführungsfahrt vom Werk in Wien auf die besagte Strecke. Wegen dieser Fahrt profitiert seit März 2020 der Bahnhof Wels um einen weiteren deutschen Intercity-Halt.
In Österreich werden alle deutschen Züge mit Personal der ÖBB betrieben.
Das private Eisenbahnverkehrsunternehmen Westbahn (WB) verkehrt im Fernverkehr mit zwei Linien. Mit der ersten Linie fährt sie zwischen Wien und Salzburg im Stundentakt. Mit einer zweiten Linie fährt sie auch im Stundentakt mit zwei Taktlücken zwischen Wien und Salzburg, wobei diese seit 2022 ab Salzburg bis zu sechsmal werktäglich weiter nach München und dreimal weiter nach Innsbruck fährt. Dadurch entsteht mit der Westbahn zwischen Wien über Wels nach Salzburg zumeist ein Halbstundentakt.
Mit dem Railjet von ÖBB besteht in Wels zwischen 6 und 20 Uhr ebenfalls von Wien nach Salzburg ein Stundentakt.
| Linie/ Zuggattung | Strecke | Strecke | Fahrzeugmaterial | Taktfrequenz                     | Betreiber |
| ----------------- | --- | --- | ---------------- | -------------------------------- | --------- |
| RJ                | Klagenfurt – Villach – Spittal-Millstättersee – Mallnitz-Obervellach – Bad Gastein – Bad Hofgastein – Dorfgastein – Schwarzach-St.Veit – St. Johann – Bischofshofen – Golling-Abtenau – | Salzburg – Neumarkt – Vöcklabruck – Attnang-Puchheim – Wels – Linz – St. Valentin – Amstetten – St. Pölten – Tullnerfeld – Wien Meidling – Wien (– Wien Flughafen) | Railjet          | Stundentakt                      | ÖBB       |
| RJ                | (Frankfurt – Langen – Darmstadt – Bensheim – Weinheim – Heidelberg – Wiesloch-Walldorf – Stuttgart – Ulm – Biberach – Aulendorf – Ravensburg – Friedrichshafen – Lindau –) Bregenz – Dornbirn – Feldkirch – Bludenz – Langen – Landeck-Zams – Imst-Pitztal – Innsbruck – Jenbach – Wörgl – | Salzburg – Neumarkt – Vöcklabruck – Attnang-Puchheim – Wels – Linz – St. Valentin – Amstetten – St. Pölten – Tullnerfeld – Wien Meidling – Wien (– Wien Flughafen) | Railjet          | Stundentakt                      | ÖBB       |
| RJX               | (Zürich – Buchs – Feldkirch – Landeck-Zams – Innsbruck –) Salzburg – Attnang-Puchheim – Wels – Linz – St. Pölten – Wien-Meidling – Wien (– Budapest Kelenföld – Budapest-Ostbahnhof) | (Zürich – Buchs – Feldkirch – Landeck-Zams – Innsbruck –) Salzburg – Attnang-Puchheim – Wels – Linz – St. Pölten – Wien-Meidling – Wien (– Budapest Kelenföld – Budapest-Ostbahnhof) | Railjet          | einzelne Züge                    | ÖBB       |
| ICE 91            | (Dortmund – Hagen – Wuppertal – Solingen – Köln – Bonn – Remagen – Koblenz – Mainz – Frankfurt Flughafen –) Frankfurt – Hanau – Aschaffenburg – Würzburg – Nürnberg – Regensburg – Plattling – Passau – Wels – Linz – St. Pölten – Wien-Meidling – Wien | (Dortmund – Hagen – Wuppertal – Solingen – Köln – Bonn – Remagen – Koblenz – Mainz – Frankfurt Flughafen –) Frankfurt – Hanau – Aschaffenburg – Würzburg – Nürnberg – Regensburg – Plattling – Passau – Wels – Linz – St. Pölten – Wien-Meidling – Wien | ICE-T            | zwei Zugpaare                    | ÖBB       |
| EC                | Hegyeshalom – Wien – Wien-Meidling – St. Pölten – Linz – Wels – Salzburg | Hegyeshalom – Wien – Wien-Meidling – St. Pölten – Linz – Wels – Salzburg | IC-Wagen         | ein Zug                          | ÖBB       |
| IC 87             | Salzburg – Neumarkt – Vöcklabruck – Attnang-Puchheim – Wels – Linz – St. Valentin – Amstetten – St. Pölten – Tullnerfeld – Wien-Meidling – Wien | Salzburg – Neumarkt – Vöcklabruck – Attnang-Puchheim – Wels – Linz – St. Valentin – Amstetten – St. Pölten – Tullnerfeld – Wien-Meidling – Wien | Stadler KISS     | ein Zugpaar                      | ÖBB       |
| IC 17             | (Warnemünde –) Rostock – Waren – Neustrelitz – Oranienburg – Berlin Gesundbrunnen – Berlin – Berlin Südkreuz – Lutherstadt Wittenberg – Bitterfeld – Halle – Leipzig – Naumburg – Jena Paradies – Jena-Göschwitz – Saalfeld – Lichtenfels – Bamberg – Erlangen – Fürth – Nürnberg – Regensburg – Straubing – Plattling – Passau – Schärding – Wels – Linz – St. Pölten – Wien Meidling – Wien | (Warnemünde –) Rostock – Waren – Neustrelitz – Oranienburg – Berlin Gesundbrunnen – Berlin – Berlin Südkreuz – Lutherstadt Wittenberg – Bitterfeld – Halle – Leipzig – Naumburg – Jena Paradies – Jena-Göschwitz – Saalfeld – Lichtenfels – Bamberg – Erlangen – Fürth – Nürnberg – Regensburg – Straubing – Plattling – Passau – Schärding – Wels – Linz – St. Pölten – Wien Meidling – Wien | Stadler KISS     | ein Zugpaar                      | ÖBB       |
| WB                | (Stuttgart – Ulm – Augsburg –) München – München Ost – Rosenheim – | Salzburg – Attnang-Puchheim – Wels – Linz – Amstetten – St. Pölten – Wien Hütteldorf – Wien West | Stadler KISS     | Zweistundentakt mit 2 Taktlücken | Westbahn  |
| WB                | (Lindau – Bregenz –) Innsbruck – Wörgl – Kufstein – | Salzburg – Attnang-Puchheim – Wels – Linz – Amstetten – St. Pölten – Wien Hütteldorf – Wien West | Stadler KISS     | Zweistundentakt mit 2 Taktlücken | Westbahn  |
| WB                | Salzburg – (Seekirchen – Neumarkt – Straßwalchen –) Attnang-Puchheim – Wels – Linz – Amstetten – St. Pölten – Wien Hütteldorf – Wien West | Salzburg – (Seekirchen – Neumarkt – Straßwalchen –) Attnang-Puchheim – Wels – Linz – Amstetten – St. Pölten – Wien Hütteldorf – Wien West | Stadler KISS     | Stundentakt                      | Westbahn  |

#### Nachtverkehr
Seit dem 19. Jänner 2020 bietet die ÖBB auch einen Nachtzug zwischen Wien und Brüssel an. Seit der Wiederaufnahme des Nachtverkehrs während der Pandemie fand auch die erste Weiterfahrt von Düsseldorf nach Amsterdam statt.
| Zuggattung Zugnummer | Strecke | Strecke | Fahrzeugmaterial | Taktfrequenz | Betreiber |
| -------------------- | --- | --- | ---------------- | ------------ | --------- |
| NJ 490/491           | Wien – Wien Meidling – St.Pölten – Linz – Wels – Passau – Regensburg – Nürnberg –                                                                           | Würzburg – Hannover – Hamburg | ÖBB Nightjet     | ein Zugpaar  | ÖBB       |
| NJ 40490/40421       | Wien – Wien Meidling – St.Pölten – Linz – Wels – Passau – Regensburg – Nürnberg –                                                                           | Frankfurt (Süd) – Frankfurt Flughafen – Mainz – Koblenz – Bonn – Köln – Düsseldorf – Arnhem – Utrecht – Amsterdam                                           | ÖBB Nightjet     | ein Zugpaar  | ÖBB       |
| NJ 50490             | Wien – Wien Meidling – St.Pölten – Linz – Wels – Passau – Regensburg – Nürnberg –                                                                           | Aachen – Liège-Guillemins – Brüssel-Nord – Brüssel-Süd/Brüssel-Mitte                                                                                        | ÖBB Nightjet     | ein Zugpaar  | ÖBB       |
| NJ 466/467           | Wien – Wien Meidling – St.Pölten – Amstetten – Linz – Wels – Attnang-Puchheim – Salzburg –                                                                  | Innsbruck – Landeck-Zams – Bludenz – Feldkirch – Buchs – Zürich                                                                                             | ÖBB Nightjet     | ein Zugpaar  | ÖBB       |
| NJ 40466/40236       | Wien – Wien Meidling – St.Pölten – Amstetten – Linz – Wels – Attnang-Puchheim – Salzburg –                                                                  | Bischofshofen – Villach – Udine – Venedig Mestre – Venedig                                                                                                  | ÖBB Nightjet     | ein Zugpaar  | ÖBB       |
| NJ 446/447           | Wien – Wien Meidling – St-Pölten – Amstetten – Linz – Wels – Attnang-Puchheim – Salzburg – Innsbruck – Landeck-Zams – Bludenz – Feldkirch – Buchs – Bregenz | Wien – Wien Meidling – St-Pölten – Amstetten – Linz – Wels – Attnang-Puchheim – Salzburg – Innsbruck – Landeck-Zams – Bludenz – Feldkirch – Buchs – Bregenz | ÖBB Nightjet     | ein Zugpaar  | ÖBB       |
| EN 50462             | Budapest – Wien – Wien Meidling – St. Pölten – Linz – Wels – Salzburg –                                                                                     | Rosenheim – München Ost – Augsburg – Ulm – Göppingen – Stuttgart                                                                                            | Euronight        | ein Zugpaar  | MÁV       |
| EN 40462             | Budapest – Wien – Wien Meidling – St. Pölten – Linz – Wels – Salzburg –                                                                                     | Innsbruck – Landeck-Zams – Bludenz – Feldkirch – Buchs – Zürich                                                                                             | Euronight        | ein Zugpaar  | SBB, ÖBB  |

#### Nahverkehr
| Liniennummer          | Strecke | Takt |
| --------------------- | --- | --- |
| S-Bahn Oberösterreich | Linz Hbf – Wels Hbf – (Salzburg Hbf)                                                                                       | Stundentakt |
| 50                    | Linz Hbf – Wels Hbf – Neumarkt-Kallham – Schärding – Passau Hbf                                                            | Stundentakt mit Lücken, zusätzliche Züge Mo.–Fr. zur HVZ                                                        |
| 51                    | Linz Hbf – Wels Hbf – Ried im Innkreis – Braunau am Inn – Simbach am Inn                                                   | einzelne Züge                                                                                                   |
| R53                   | Wels Hbf – Sattledt – Pettenbach – Grünau im Almtal                                                                        | Zweistundentakt (täglich), Stundentakt mit Lücken (Mo.–Fr.), zusätzliche Züge Wels – Sattledt (Mo.–Fr. zur HVZ) |
| 70                    | Linz Hbf – Wels Hbf – Attnang-Puchheim – Gmunden – Bad Ischl – Obertraun-Dachsteinhöhlen – (Bad Aussee – Stainach-Irdning) | einzelne Züge                                                                                                   |

## Busbahnhof
Vor dem Bahnhof ist ein Busbahnhof eingerichtet, wo Postbusse und die Busse der Linie Wels halten.

## Bilder

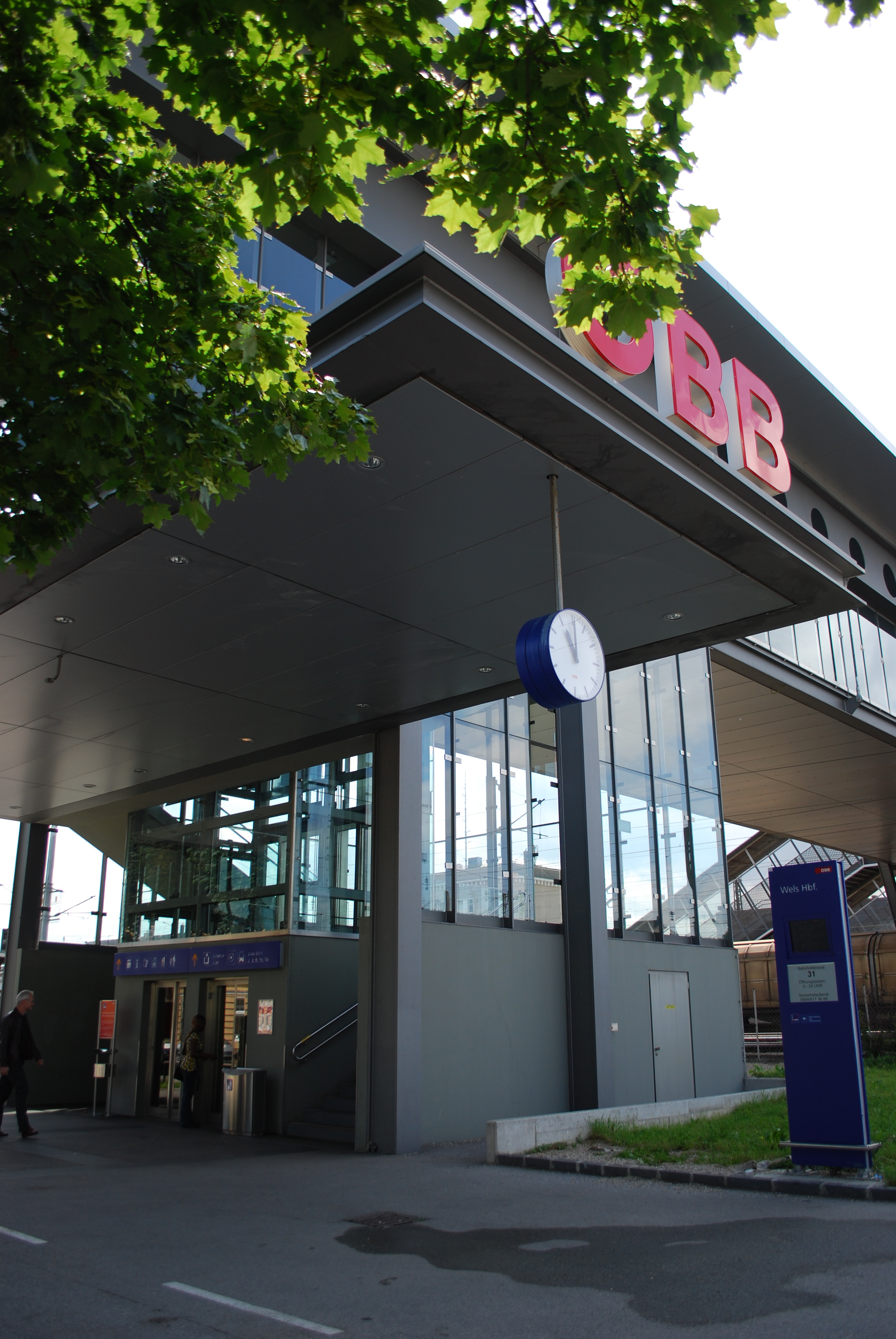
Zugang vom Stadtteil Neustadt
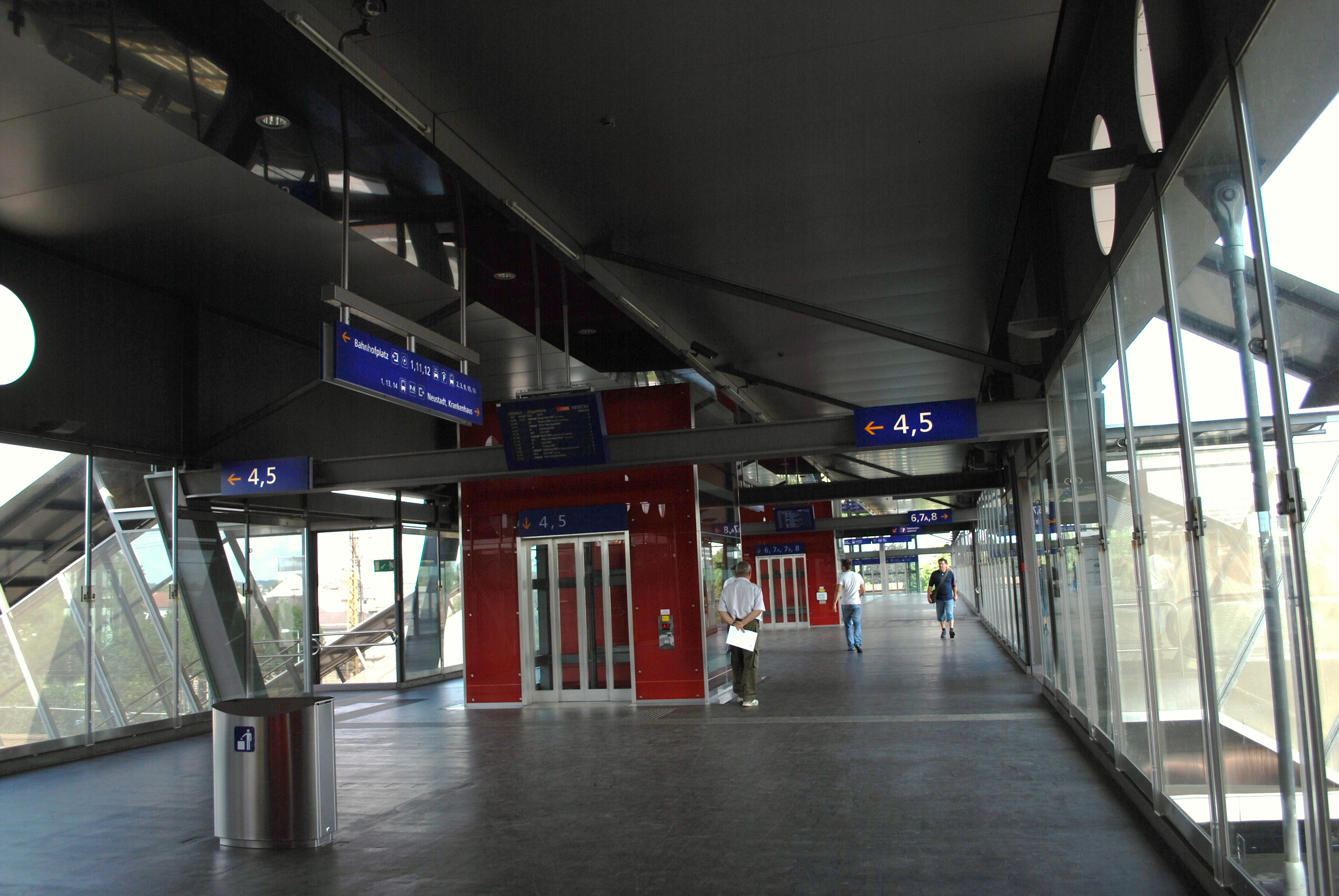
Bahnhofssteg
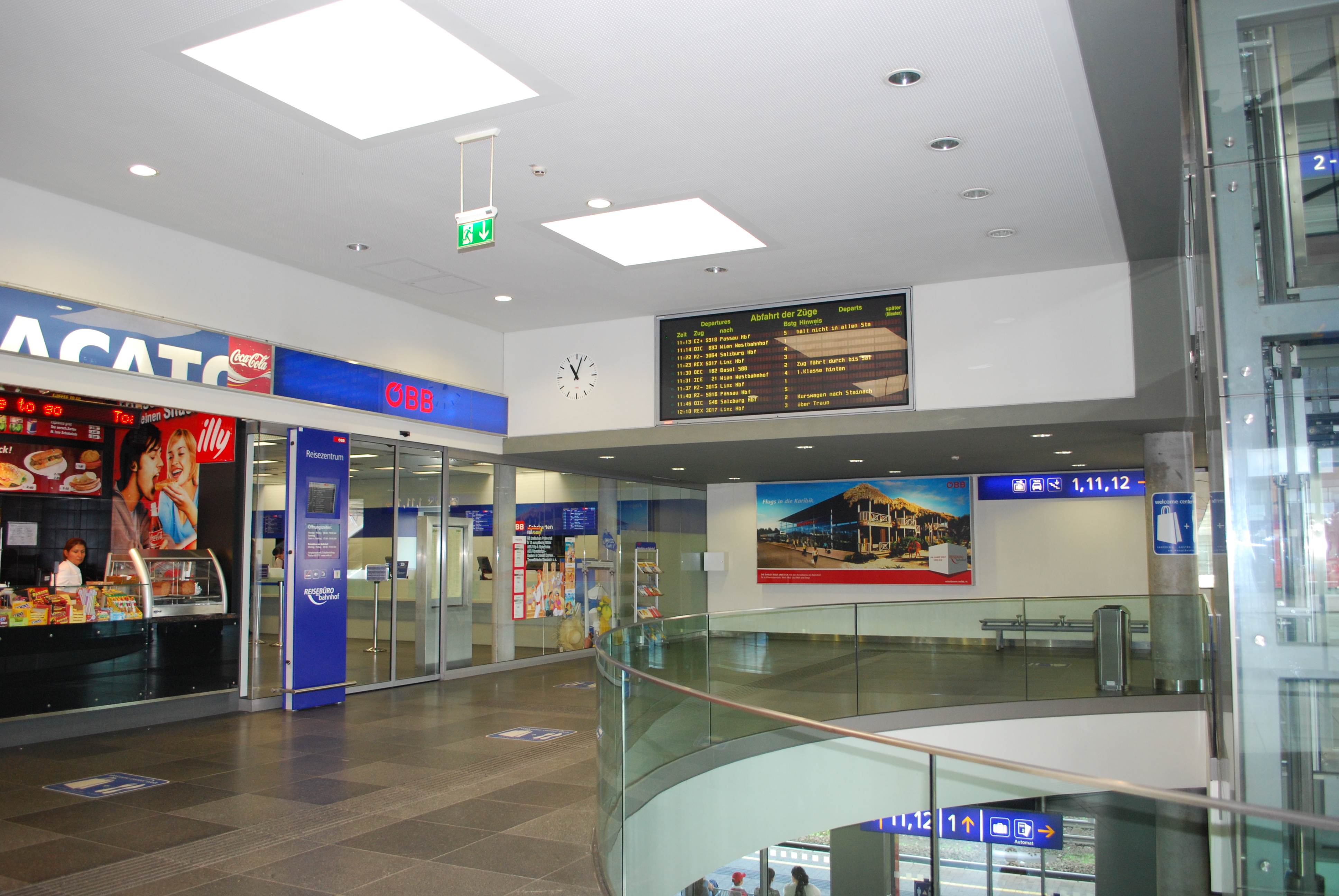
1. Stock
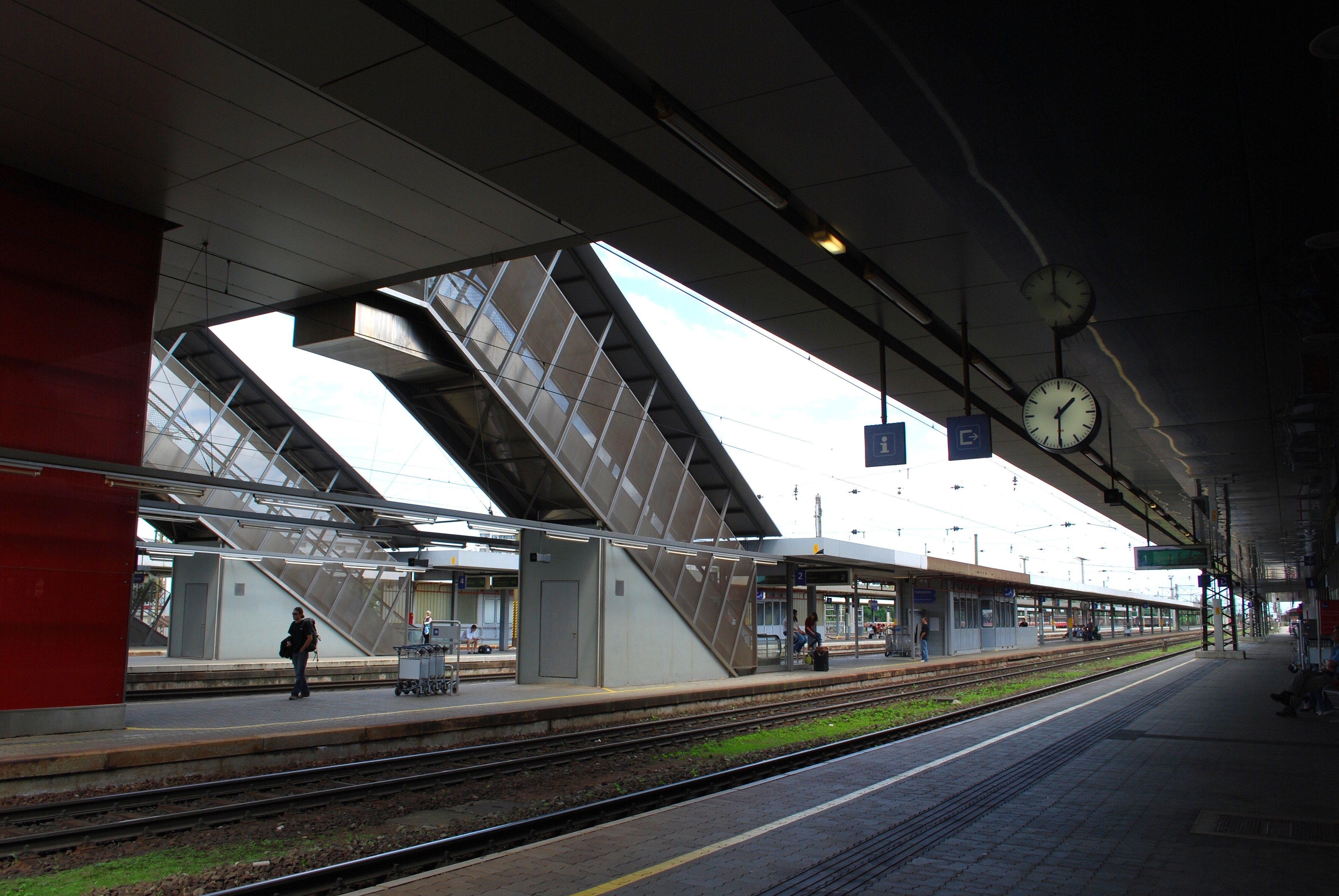
Bahnsteige
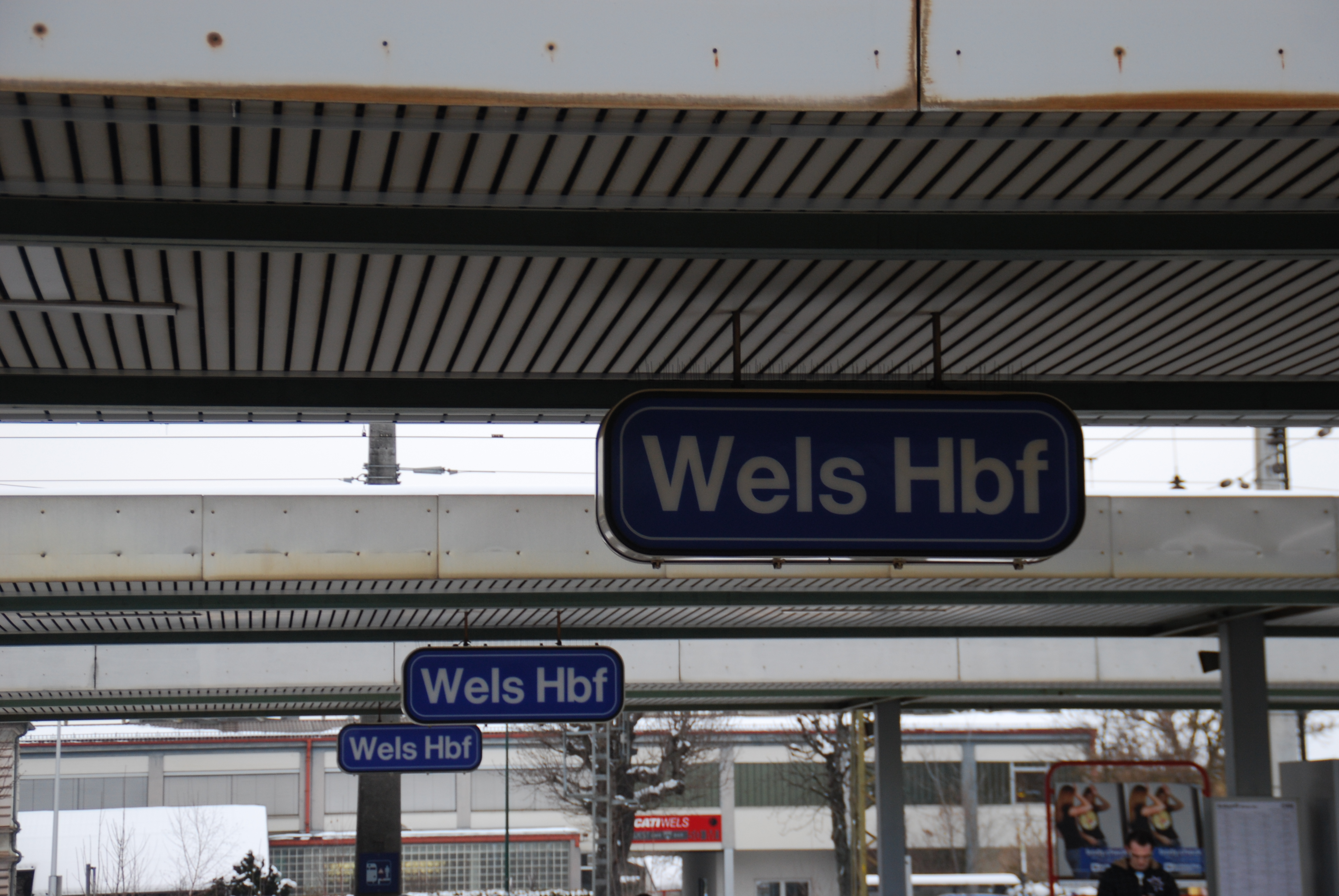
Ältere Bahnhofsschilder
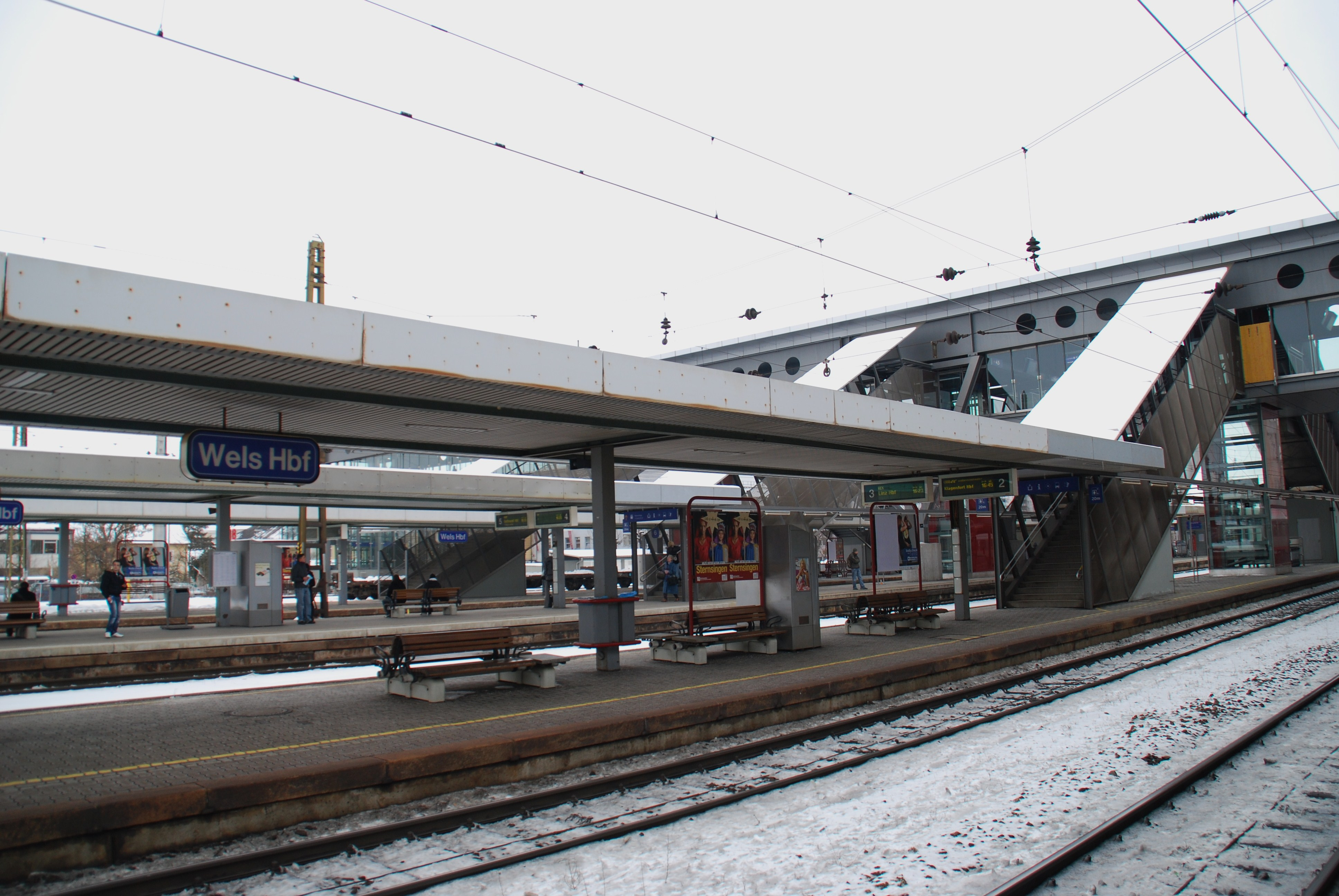
Bahnsteige im Winter
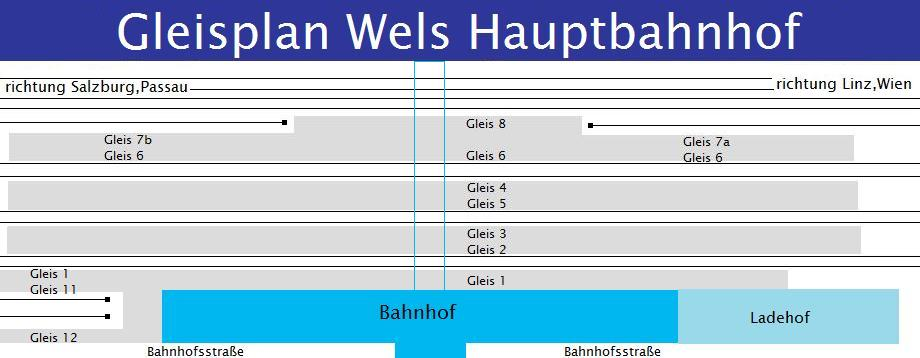
Gleisplan